# Listă de mări

Harta limitelor mărilor și oceanelor, așa cum sunt acestea definite de Organizația Hidrografică Internațională

Acest articol prezintă o listă a mărilor de peste tot din lume. În acest articol vei găsi o compilație fascinantă a unor mări impresionante din întreaga lume. Aici poți descoperi detalii despre diferite mări, cum ar fi Marea Mediterană, Marea Caraibelor, Marea Roșie și multe altele. Fiecare mare are caracteristicile sale unice, de la frumusețea apelor cristaline la biodiversitatea marină uimitoare. 

## Lista mărilor după ocean

### Oceanul Atlantic
- Golful Hudson
- Golful James
- Golful Baffin
- Golful Sfântul Laurențiu
- Golful Fundy
- Marea Caraibelor
- Golful Mexicului
- Marea Sargaselor
- Marea Nordului
  - Marea Baltică
    - Marea Väinameri
    - Marea Åland
    - Marea Arhipelagului
- Marea Irlandei
- Marea Celtică
- Marea Mediterană
  - Marea Adriatică
  - Marea Egee
  - Marea Neagră
    - Marea Azov

  - Marea Catalană
  - Marea Ionică
  - Marea Liguriană
  - Marea Mirtoon
  - Marea Tireniană
  - Golful Sidra
  - Marea Marmara
  - Marea Cretei
  - Marea Levantină
  - Marea Alboran
- Marea Scoției
- Golful Biscaya
- Golful Guineei

### Oceanul Arctic
- Marea Barents
- Marea Kara
- Marea Beaufort
  - Golful Amundsen
- Marea Groelandei
- Marea Chukchi
- Marea Laptev
- Marea Est Siberiană
- Marea Albă
- Marea Lincoln
- Marea Pechora

### Oceanul Antarctic
- Marea Weddell
- Marea Ross
- Golful St. Vincent
- Golful Spencer
- Marea Amundsen
- Marea Bellingshausen
- Marea Davis
- Marea Mawson

### Oceanul Pacific
- Marea Chiliană
- Marea Bering
- Golful Alaska
- Marea Salish
- Marea Cortez (Golful California)
- Marea Okhotsk
- Marea Japoniei
- Marea Seto
- Marea Chinei
- Marea Chinei de Est
- Marea Chinei de Sud
  - Marea Natuna
  - Marea Filipinelor de Vest
- Marea Sulu
- Marea Celebes
- Marea Bohol
- Marea Filipinelor
- Marea Flores
- Marea Banda
- Marea Arafura
- Marea Timorului
- Marea Tasmaniei
- Marea Galbenă
- Marea Bohai
- Marea Coral
- Golful Carpentaria
- Marea Bismarck
- Marea Solomon
- Marea Ceram
- Marea Halmahera
- Marea Molucelor
- Marea Savu
- Marea Koro

### Oceanul Indian
- Marea Roșie
- Golful Aden
- Golful Persic
- Golful Oman
- Marea Arabă
- Golful Bengal
- Golful Thailandei
- Marea Java
- Marea Andaman
- Marea Lacadivelor

## Mări interioare
- Marea Aral
- Marea Caspică
- Marea Moartă
- Marea Galileei
- Marea Salton

## Imagini

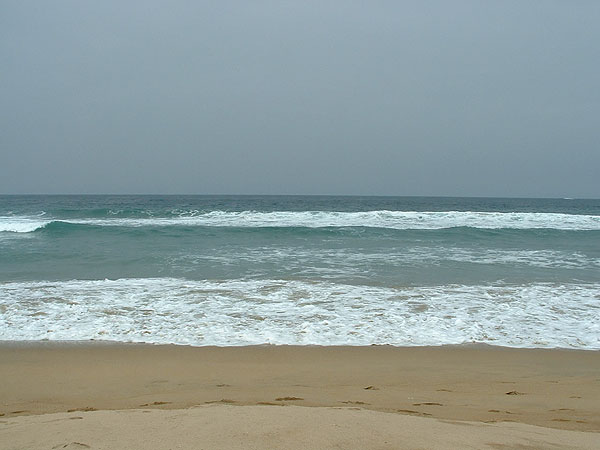
Coasta centrală a Chile
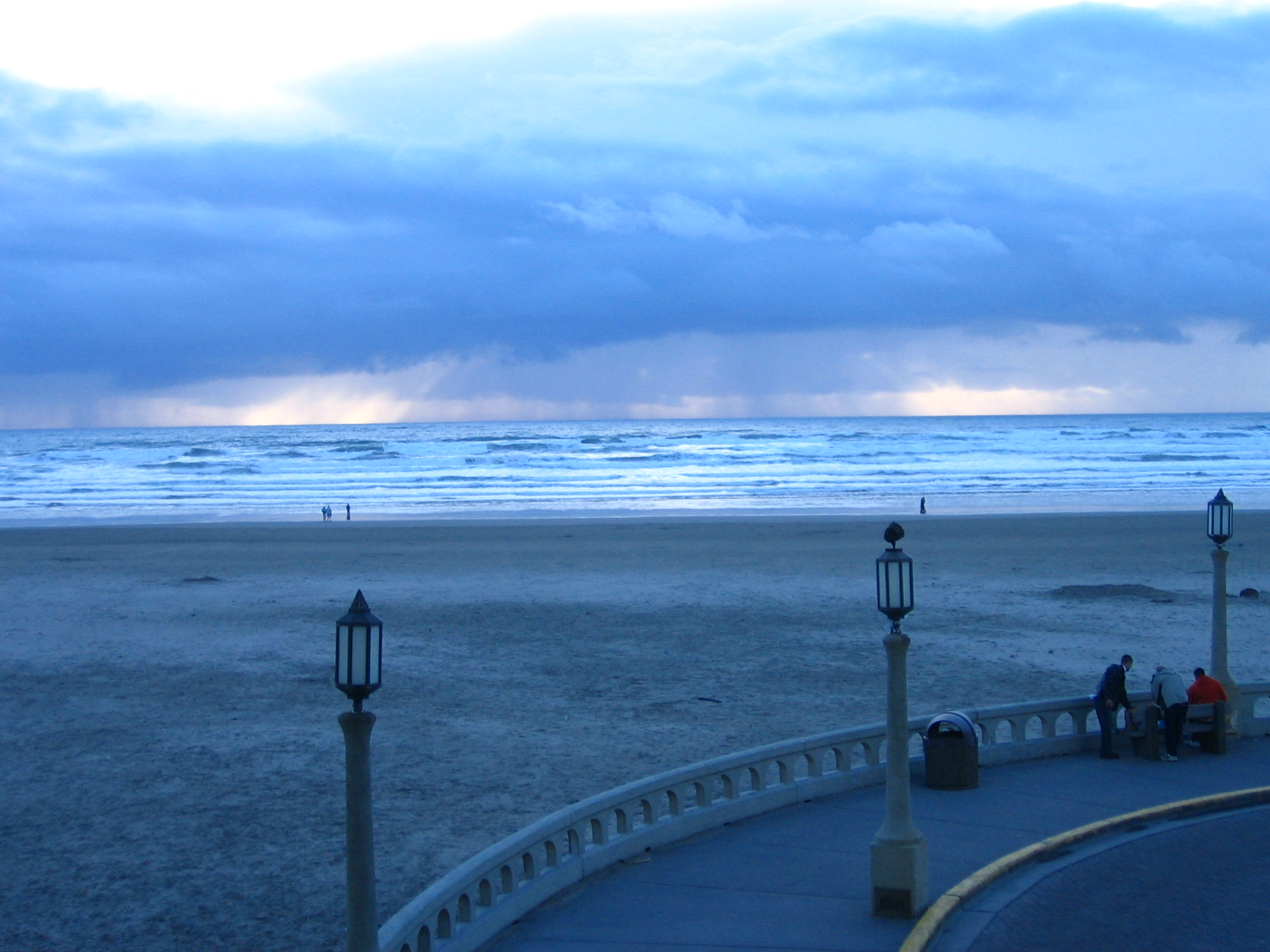
Oceanul Pacific văzut din Oregon